# Лардерија (Месина)
Лардерија је насеље у Италији у округу Месина, региону Сицилија.
Према процени из 2011. у насељу је живело 2522 становника. Насеље се налази на надморској висини од 161 м.